# Уґо Штраус
Уґо Штраус (нім. Hugo Strauß, 25 червня 1907, Мангейм, Німеччина — 1 листопада 1941, Голодаєве, Свердловська область) — німецький веслувальник, Олімпійський чемпіон.

## Біографія
Разом з Віллі Ейхгорном став чемпіоном Німеччини у 1935 році, а на домашній Олімпіаді 1936 року став чемпіоном Олімпіади (з результатом 7:12.6). У 1938 році разом з партнером стали другими у чемпіонаті Німеччини.
Уго був засновником гребного клубу «Маннхаймер РК» при якому діяла ковзанка. Саме це стало поштовхом для заснування хокейного клубу «Маннхаймер».
Під час Другої світової війни служив у штандарті (полку) СС «Тюрингія». Загинув на Східному фронті.